# 묘진촌 (에히메현)
묘진촌(明神村)은 일본 에히메현 가미우케나군에 설치되었던 촌이다. 현재의 구마코겐정의 일부에 해당한다.